# محمدعلی سجادی
محمدعلی سجادی (زاده ۱۳۳۶ در آمل) کارگردان، فیلم‌نامه‌نویس، تهیه‌کننده، تدوین‌گر، نقاش، نویسنده و طراح صحنه و لباس ایرانی است.
سجادی کار هنری خود را با خط و نقاشی آغاز کرد. در اواخر دهه ۵۰ کار فیلمسازی را در کانون پرورش فکری کودکان و نوجوانان پی گرفت و بعدها فعالیتش را در سینمای آزاد ادامه داد. سجادی در سال ۱۳۵۸ با روزنامه‌نگاری در روزنامه اطلاعات به گفتگو با افرادی چون بزرگ علوی نشست که با استقبال بسیار خوبی رو به رو شد.

وی نخستین فیلم سینمایی اش را در سال ۱۳۶۰ به نام جاده ساخت. سجادی در سال ۱۳۸۰ اثیری را کارگردانی کرد و مطرح شد. وی بعدها نیز با فیلم جنایت نامزد بهترین کارگردانی جشنواره فیلم قاهره شد و جایزه بهترین کارگردانی را از هفتمین جشن خانه سینما دریافت کرد.

## کارگردانی
| فیلم                    | سال ساخت | توضیحات                                         |
| ----------------------- | -------- | ----------------------------------------------- |
| سودابه                  | ۱۳۹۷     |                                                 |
| طلاقم بده به‌خاطر گربه‌ها | ۱۳۹۶     |                                                 |
| تمرینی برای اجرا        | ۱۳۹۴     | برگرفته از شاهنامه                              |
| مخمصه                   | ۱۳۸۶     |                                                 |
| تردست                   | ۱۳۸۳     |                                                 |
| شوریده                  | ۱۳۸۳     |                                                 |
| جنایت                   | ۱۳۸۲     | دریافت تندیس از هفتمین دوره جشن خانه سینما      |
| اثیری                   | ۱۳۸۰     |                                                 |
| رنگ شب                  | ۱۳۷۹     |                                                 |
| شیفته                   | ۱۳۷۸     | بهترین فیلم به انتخاب انجمن منتقدان و نویسندگان |
| بازیگر                  | ۱۳۷۷     |                                                 |
| مهره                    | ۱۳۷۶     |                                                 |
| افسانه مه پلنگ          | ۱۳۷۰     |                                                 |
| گزل                     | ۱۳۶۸     |                                                 |
| چون باد                 | ۱۳۶۷     |                                                 |
| گمشدگان                 | ۱۳۶۶     |                                                 |
| جدال                    | ۱۳۶۴     |                                                 |
| گنج                     | ۱۳۶۳     |                                                 |
| بازجویی یک جنایت        | ۱۳۶۲     |                                                 |
| جاده                    | ۱۳۶۰     | اولین فیلم سینمایی در مقام کارگردان             |

## نویسندگی
| فیلم                    | سال ساخت | توضیحات                                              |
| ----------------------- | -------- | ---------------------------------------------------- |
| سودابه                  | ۱۳۹۷     |                                                      |
| طلاقم بده به‌خاطر گربه‌ها | ۱۳۹۶     |                                                      |
| مخمصه                   | ۱۳۸۶     |                                                      |
| تردست                   | ۱۳۸۳     |                                                      |
| شوریده                  | ۱۳۸۳     |                                                      |
| جنایت                   | ۱۳۸۲     |                                                      |
| اثیری                   | ۱۳۸۰     | کاندیدا بهترین فیلمنامه در ششمین دوره جشن خانه سینما |
| رنگ شب                  | ۱۳۷۹     |                                                      |
| شیفته                   | ۱۳۷۹     |                                                      |
| بازیگر                  | ۱۳۷۸     |                                                      |
| مهره                    | ۱۳۷۷     |                                                      |
| افسانه مه پلنگ          | ۱۳۷۰     |                                                      |
| گزل                     | ۱۳۶۸     |                                                      |
| چون باد                 | ۱۳۶۷     |                                                      |
| گمشدگان                 | ۱۳۶۶     |                                                      |
| جدال                    | ۱۳۶۴     |                                                      |
| گنج                     | ۱۳۶۳     |                                                      |
| بازجویی یک جنایت        | ۱۳۶۲     |                                                      |
| جاده                    | ۱۳۶۰     |                                                      |

## تهیه‌کننده
| فیلم                    | سال ساخت | توضیحات |
| ----------------------- | -------- | ------- |
| سودابه                  | ۱۳۹۷     |         |
| طلاقم بده به‌خاطر گربه‌ها | ۱۳۹۶     |         |
| تردست                   | ۱۳۸۳     |         |
| اثیری                   | ۱۳۸۰     |         |
| شیفته                   | ۱۳۷۹     |         |
| مهره                    | ۱۳۷۷     |         |
| افسانه مه پلنگ          | ۱۳۷۰     |         |
| گزل                     | ۱۳۶۸     |         |
| چون باد                 | ۱۳۶۷     |         |

## تدوین
| فیلم                    | سال ساخت | توضیحات                                                  |
| ----------------------- | -------- | -------------------------------------------------------- |
| سودابه                  | ۱۳۹۷     |                                                          |
| طلاقم بده به‌خاطر گربه‌ها | ۱۳۹۶     |                                                          |
| مخمصه                   | ۱۳۸۶     | دیپلم افتخار ابهترین تدوین ز بیست و پنجمین دوره فیلم فجر |
| پاپیتال                 | ۱۳۸۵     |                                                          |
| نله                     | ۱۳۸۵     |                                                          |
| تردست                   | ۱۳۸۳     |                                                          |
| شوریده                  | ۱۳۸۳     |                                                          |
| جنایت                   | ۱۳۸۲     |                                                          |
| ملاقات با طوطی          | ۱۳۸۲     |                                                          |
| رؤیای جوانی             | ۱۳۸۱     |                                                          |
| اثیری                   | ۱۳۸۰     |                                                          |
| رنگ شب                  | ۱۳۷۹     |                                                          |
| شیفته                   | ۱۳۷۹     |                                                          |
| علی و دنی               | ۱۳۷۹     |                                                          |
| بازیگر                  | ۱۳۷۸     | کاندیدا بهترین تدوین در هفدهمین دوره جشنواره فیلم فجر    |
| واهمه‌های حضور           | ۱۳۷۸     |                                                          |
| مهره                    | ۱۳۷۷     |                                                          |
| افسانه مه پلنگ          | ۱۳۷۰     |                                                          |
| گزل                     | ۱۳۶۸     |                                                          |
| چون باد                 | ۱۳۶۷     |                                                          |
| گمشدگان                 | ۱۳۶۶     |                                                          |
| گنج                     | ۱۳۶۳     |                                                          |

## طراح صحنه و لباس
| فیلم           | سال ساخت | توضیحات |
| -------------- | -------- | ------- |
| شوریده         | ۱۳۸۳     |         |
| رنگ شب         | ۱۳۸۰     |         |
| شیفته          | ۱۳۷۹     |         |
| افسانه مه پلنگ | ۱۳۷۰     |         |
| گزل            | ۱۳۶۸     |         |

## جوایز
- برنده دیپلم افتخار بهترین تدوین از بیست و پنجمین جشنواره فیلم فجر برای فیلم «مخمصه» - ۱۳۸۵
- نامزد جایزه بهترین کارگردانی از جشنواره بین‌المللی فیلم قاهره برای فیلم «جنایت» - ۱۳۸۳
- برنده تندیس زرین بهترین کارگردانی از هفتمین جشن خانه سینما برای فیلم «جنایت» - ۱۳۸۲
- کاندید بهترین فیلمنامه از ششمین جشن خانه سینما برای فیلم «اثیری» - ۱۳۸۱
- کاندید بهترین عنوان‌بندی از چهارمین جشن خانه سینما برای فیلم «شیفته» - ۱۳۷۹
- کاندید بهترین فیلم به انتخاب انجمن منتقدان و نویسندگان سینمایی از چهارمین جشن خانه سینما برای فیلم «شیفته» - ۱۳۷۹
- کاندید سیمرغ بلورین بهترین تدوین از هفدهمین جشنواره فیلم فجر برای فیلم «بازیگر» - ۱۳۷۷

## رمان، اشعار، کتاب
- داغستان
- گفت و شنود
- حیرانی
- حلقهٔ گم‌شده
- چه کسی روجا را کشت؟
- دلم برایت می‌تپد!
- خیره بر چهار فصل و خاتوزین
- نشانه‌ها
- سه مورچهٔ عاشق و روئیده درسنگْ فصل
- چه قدر مانده به رسیدن؟

## نمایشگاه
- گلدان راگا
- نگاه سخت
- آتش سیاوش
- سیاوشان
- جمشید جم